# Dalmacio Vélez Sarsfield
Dámaso Simón Dalmacio Vélez Sarsfield (Amboy, 18 de fevereiro de 1800 — Buenos Aires, 30 de março de 1875) foi um advogado e político argentino, autor do Código Civil da Argentina de 1869, que esteve vigente até 2015.

## Biografia
Nascido na pequena de cidade de Amboy, parte do até então Vice-Reino do Rio da Prata, Dalmacio Vélez Sarsfield era filho de Rosa Sarsfield Palácios e Ignacio Dalmacio Vélez de Herrera Baigorri. Estudou no prestigiado Colégio Nacional de Monserrat, estabelecimento jesuítico em Córdova, e expressou grande interesse sobretudo pela matemática e pelas línguas, sendo fluente nos idiomas inglês, francês, italiano e latim. Formou-se em direito no ano de 1822, na Universidade Nacional de Córdoba.
Após sua graduação, casou-se com Paula Piñero, e iniciou uma intensa carreira na política. Foi eleito para a Câmara dos Deputados, sendo nomeado secretário do Congresso, de maneira interina, em sua primeira sessão, no ano de 1824, por ser um costume repassar essa tarefa ao mais jovem. No mesmo ano, foi nomeado catedrático de Economia política da Faculdade de Direito da Universidade de Buenos Aires.
Péssimas relações com Juan Manuel de Rosas o forçariam a dar um fim temporário em sua carreira política e a exilar-se em Montevidéu, após este assumir o poder da Província de Buenos Aires. Durante sua expatriação no Uruguai, a partir 1842, se tornaria amigo de alguns unitaristas oponentes de Rosas, como José María Paz e Domingo Faustino Sarmiento. No entanto, sua relação instável com Rosas, pouco mais tarde, o traria de volta a Buenos Aires, onde atuaria como jurisconsulto em matéria de limites e direito internacional. Inclusive, nesta época, redigiu uma compilação do direito canônico existente, apresentada em um Tratado Público Eclesiástico em Relação ao Estado, que receberia grandes louvores.
Com o fim do governo de Rosas, Vélez Sarsfield retornaria à política. Ocupou sucessivamente os cargos de senador, encargado da reorganização do Banco Provincial de Buenos Aires, chanceler e negociador diplomático entre Buenos Aires e a Confederação. Em 1858, o Estado de Buenos Aires, separado da Confederação Argentina, lhe encargaria a tarefa de redigir um código de comércio, o qual obteve a colaboração do prestigiado jurista uruguaio Eduardo Acevedo. O mesmo, após a reunificação nacional, seria aprovado como Código Nacional de Comércio, pelo Congresso, mediante a Lei n.º 15 de 10 de setembro de 1862, sendo reformado em 1889, e que se manteve em vigor até 1 de agosto de 2015. Ainda em 1862, Vélez Sarsfield também recebeu a função de redigir o Código Civil da República Argentina. Sua composição não se iniciou até 1864, estando no poder o então presidente Bartolomé Mitre. Sua redação, ricamente provida de notas e comentários, levou quase cinco anos para ficar pronta. O texto completo foi disponibilizado em 1869, quando foi aprovado à livro fechado. Este código esteve em vigor de 1 de janeiro de 1871 até 1 de agosto de 2015, quando foi substituído pelo Código Civil e Comercial da Nação.
Durante um ano, foi ministro da Fazenda de Bartolomé Mitre, e logo depois ministro do Interior de Domingo Faustino Sarmiento, que assumiu a presidência em 1868. Samiento e Vélez Sarsfield foram os maiores impulsores da telegrafia elétrica no país. Em 5 de agosto de 1874, já no final de seu mandato presidencial, Sarmiento inauguraria a primeira comunicação telegráfica elétrica com a Europa. O presidente decretou o dia da inauguração do cabo telegráfico como feriado nacional. Na presença do já ex-ministro Vélez Sarsfield, este acabaria homenageado pelo presidente, que o atribuiria no ato a "honra exclusiva da ideia e da rápida execução da rede de telégrafos no país".

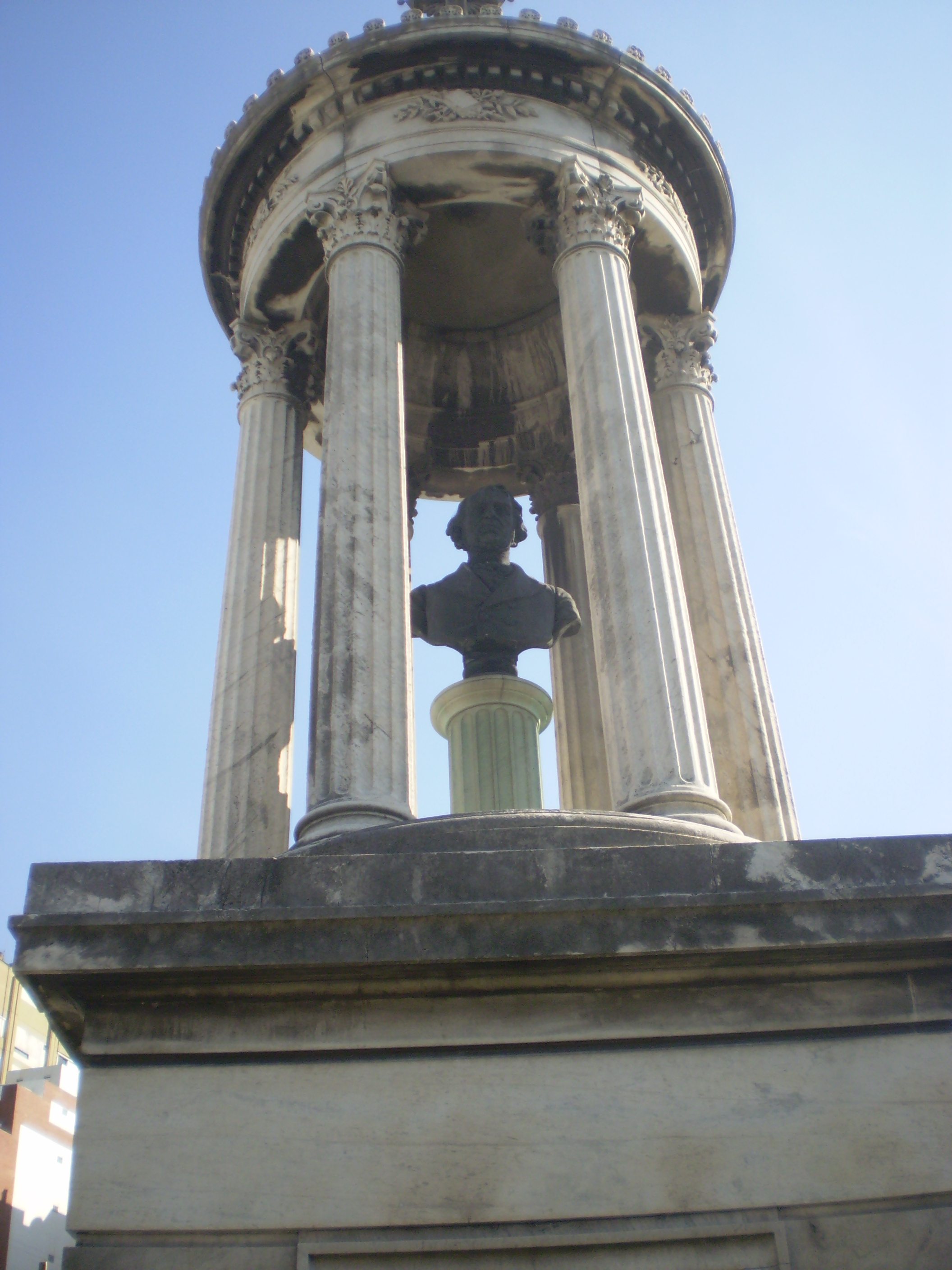
Detalhe de sua tumba no Cemitério da Recoleta.

O jurista já aposentado fundaria o jornal El Nacional, que acabaria fechando pouco depois. Dalmacio Vélez Sársfield morreu em Buenos Aires, no ano de 1875, já na idade de 74 anos. Foi enterrado no Cemitério da Recoleta, até que seus restos mortais fossem transferidos para o Palácio de Justiça da cidade de Córdova.